# 琴平町 (前橋市)
琴平町（ことひらちょう）は、群馬県前橋市の旧町名である。
現在の住吉町一丁目の一部にあたる。1966年（昭和41年）の住居表示の実施により、住吉町一丁目の一部となった。

## 地理
前橋市の中部に位置していた。

## 歴史
1928年（昭和3年）からの地名である。
1966年（昭和41年）の住居表示の実施に伴う町名変更により、全域が住吉町一丁目の一部となり消滅した。

### 年表
- 1928年 岩神町字琴平前、同町字河岸北から琴平町が成立。
- 1966年 住居表示の実施に伴う町名変更により、全域が住吉町一丁目の一部となり消滅。

### 地名の由来
名称はかつて岩神町に存在した字琴平前から取られている。なお、字琴平前の由来となった琴平宮は隣接する国領町に所在する。